# Liste der Bodendenkmäler in Winterbach (Schwaben)
Auf dieser Seite sind die Bodendenkmäler in der schwäbischen Gemeinde Winterbach zusammengestellt. Diese Tabelle ist eine Teilliste der Liste der Bodendenkmäler in Bayern. Grundlage ist die Bayerische Denkmalliste, die auf Basis des Bayerischen Denkmalschutzgesetzes vom 1. Oktober 1973 erstmals erstellt wurde und seither durch das Bayerische Landesamt für Denkmalpflege geführt wird. Die folgenden Angaben ersetzen nicht die rechtsverbindliche Auskunft der Denkmalschutzbehörde.

## Bodendenkmäler der Gemeinde Winterbach

### Bodendenkmäler in der Gemarkung Glött
| Lage             | Objekt                                     | Akten-Nr.     | Bild |
| ---------------- | ------------------------------------------ | ------------- | ---- |
| Glött (Standort) | Brandgräber der Urnenfelderzeit.           | D-7-7528-0003 |      |
| Glött (Standort) | Grabhügel vorgeschichtlicher Zeitstellung. | D-7-7529-0047 |      |

### Bodendenkmäler in der Gemarkung Rechbergreuthen
| Lage                       | Objekt | Akten-Nr.     | Bild           |
| -------------------------- | --- | ------------- | -------------- |
| Rechbergreuthen (Standort) | Burgstall des Mittelalters. | D-7-7528-0073 |                |
| Rechbergreuthen (Standort) | Mittelalterliche und frühneuzeitliche Befunde im Bereich der katholischen Pfarrkirche St. Nikolaus in Rechbergreuthen und ihrer Vorgängerbauten. | D-7-7529-0087 | weitere Bilder |

### Bodendenkmäler in der Gemarkung Waldkirch
| Lage                                       | Objekt | Akten-Nr.     | Bild           |
| ------------------------------------------ | --- | ------------- | -------------- |
| Waldkirch (Standort)                       | Siedlungsfunde der römischen Kaiserzeit. | D-7-7528-0072 |                |
| Waldkirch (Standort)                       | Siedlung der Römischen Kaiserzeit. | D-7-7528-0122 |                |
| Waldkirch Oberdorfstraße 18 1/2 (Standort) | Mittelalterliche und frühneuzeitliche Befunde im Bereich der katholischen Pfarrkirche St. Mariae Schmerzen in Waldkirch und ihrer Vorgängerbauten. Siehe auch: Mariä Schmerzen (Waldkirch) | D-7-7528-0195 | weitere Bilder |

### Bodendenkmäler in der Gemarkung Winterbach
| Lage                                  | Objekt | Akten-Nr.     | Bild           |
| ------------------------------------- | --- | ------------- | -------------- |
| Winterbach (Standort)                 | Mittelalterlicher Burgstall. | D-7-7528-0074 |                |
| Winterbach Kirchberg 5 1/2 (Standort) | Mittelalterliche und frühneuzeitliche Befunde im Bereich der katholischen Pfarrkirche St. Gordianus und Epimachus in Winterbach und ihrer Vorgängerbauten. | D-7-7528-0191 | weitere Bilder |